# جاده ای۱۸ (انگلستان)
جاده ای۱۸ (به انگلیسی: A18 road) یکی از جاده‌های کشور انگلستان است.
این جاده از دونکستر در شهرستان یورک‌شایر جنوبی شروع و در شهر لادبورو در شهرستان لینکلن‌شر به پایان می‌رسد، طول این جاده ۹۳٫۳ کیلومتر است.